# 段涉復辰
段涉復辰（？—318年），一名截附真、段辰，中國十六國時期段部鮮卑的首領，遼西公。是段務目塵之弟，前任首領段就六眷之叔父。
其兄辽西公段務目塵去世，兄子段就六眷嗣位为辽西公。段涉復辰受晋封为单于、广宁公。317年，与并州刺史刘琨、诸侄段就六眷、段匹䃅、段末波、部族首领等一百八十人上书司马睿劝进。同年，段匹䃅推刘琨为大都督，招其共讨石勒，会兵于固安（今河南易县东南）。因怕段匹䃅独据其功，与段務目塵拒绝出兵。段末波受石勒金宝而劝其退兵，刘琨与段匹䃅也被迫罢兵。318年，段就六眷去世後，因其子尚年幼，段涉復辰遂自己宣佈繼位。不久，段涉復辰聽信堂侄段末波之言，認為段就六眷之弟段匹磾將率兵奪位，發兵拒之。不料反為末波乘虛襲殺，其子弟黨羽並全部被殺。末波繼位。
| 前任： 侄段就六眷 | 段部鮮卑首領 遼西公 318 | 繼任： 堂侄段末波 |

## 注
1. ↑  《晋书·卷一百四·载记第四》：段末柸杀鲜卑单于截附真，立忽跋邻为单于。